# Kudry
Kudry – wieś w Polsce położona w województwie lubelskim, w powiecie parczewskim, w gminie Jabłoń.
W latach 1975–1998 miejscowość administracyjnie należała do województwa bialskopodlaskiego.
Wieś stanowi sołectwo w gminie Jabłoń. Według Narodowego Spisu Powszechnego z roku 2011 wieś liczyła 75 mieszkańców.
Wierni Kościoła rzymskokatolickiego należą do parafii św. Tomasza Biskupa z Willanowy w Jabłoniu.